# Турчинський Борис Романович
Турчинський Борис Романович (нар. 25 вересня 1952, Житомир) – кларнетист, саксофоніст , диригент, педагог, музичний публіцист. 

## Життєпис
Народився 25 вересня 1952 року в Житомирі.
Учасник духового оркеcтру  (1960-1965) п/к Семена Миколайовича Москальова Житомирського будинку піонерів. 
Вихованець вiйськового духового оркестру (1965-1968)  п/к засл.арт. Литви Йосифа Мойсеєвича Манжуха (Вiльнюс, Литва). 
Лауреат (I-ше місце) Республіканського конкурсу юних виконавців на духових інструментах (Укмерге, Литва, 1968). 
1968 закінчив Вільнюську ДМШ (кларнет), кл.викл. Альгерда Йоновича Сондескіса та вступив до Вільнюського музичного училища, 1969 перевівся та 1971 закінчив Житомирське музичне училище ім.В.С.Косенка (кларнет), кл.викл. Валерія Івановича Заяця.
Артист (кларнетист) оркестру Житомирського драматичного театру (1969-1970) п/к Гаррія Мінеєвича Оганезова, музикант (кларнетист) військового духового оркестру (1971-1973)  Штабу Прикарпатського військового округу.
В 1973 році вступив до Свердловської консерваторії (кл.доц. Івана Михайловича Нестерова), 1975 року перевівся та  1978 закінчив Одеську державну консерваторію (кларнет), кл.проф. Каліо Евальдовича Мюльберга. 
Соліст-інструменталіст (кларнетист) духового оркестру Одеського військового училища  (1974-1979)   п/к засл.арт.України Олександра Яковича  Саліка,  диригент Житомирського міського духового оркестру (1979-1982), ст.викладач кафедри духових та ударних інструментів Рiвненського державного інституту культури (1986-1990).
З 1990 проживає у Ізраілі (Петах-Тіква). Викладач (кларнет, саксофон) керівник ансамблів та оркестру консерваторії (з 1991). Керівник  духових оркестрів загальноосвітніх шкіл “Натан Йонатан” та “Губерман” (з 1995).
В творчому доробку переклади вправ та творів для кларнета, саксофона, камерних ансамблів та духового оркестру.
Власний кореспондент та член редколегії науково-популярного музичного журналу “Оркестр” (Москва), співголова журі міжнародного  конкурсу виконавців на духових “Фанфари Ялти Юніор-2011”.
З 2016 року видавництвом «Клік» (Єрусалим),видано 6 книг Бориса Турчинського про музику, музикантів та музичні колективи.